# Лаппер, Майк
Майкл Стивен Лаппер (англ. Michael "Mike" Steven Lapper; родился 28 августа 1970 года в Редондо-Бич, Калифорния, США) — американский футболист, защитник. Известен по выступлениям за сборную США. Участник чемпионата мира 1994 и Олимпийских игр 1992.

## Клубная карьера
Лаппер начал футбольную карьеру, выступая за футбольную команду Калифорнийского университета в Лос-Анджелесе — «Ю-си-эл-эй Брюинс». Во время обучения он также провёл 16 матчей за команду Западной футбольной лиги «Лос-Анджелес Хит». С 1991 года Майк начал активно выступать за национальную команду, участвуя в различных турнирах. В 1994 году он перешёл в клуб немецкой второй Бундеслиги «Вольфсбург». В дебютном поединке за новый клуб Майк забил гол, но после смены тренера он перестал попадать даже в заявку на матч, и после выхода команды в Бундеслигу был продан в клуб первого дивизиона Футбольной лиги Англии «Саутенд Юнайтед» за 100 тыс. фунтов.
В 1997 году Лаппер, как и многие американские футболисты, вернулся на родину, подписав контракт с MLS. Новым клубом Майка стал «Коламбус Крю». За «Крю» он отыграл шесть сезонов.

## Международная карьера
7 апреля 1991 года в матче против сборной Южной Кореи Лаппер дебютировал за сборную США. За национальную команду Лаппер выступал на Кубке короля Фахда 1992, Кубке Америки 1993, а также был членом олимпийской сборной на летних играх в Барселоне. С приходом на пост главного тренера сборной Боры Милутиновича, Майк уступил место в основе Алекси Лаласу. В 1994 году Лаппер попал в заявку команды на участие в домашнем Чемпионату мира. На турнире он не сыграл ни минуты. В 1995 году Майк во второй раз сыграл на Кубке Америки.
За сборную Майк сыграл 44 матча и забил 1 гол.

## Тренерская карьера
По завершении игровой карьеры Лаппер остался в системе «Коламбус Крю». В 2005 году вошёл в тренерский штаб клуба в качестве ассистента.
В декабре 2013 года Лаппер стал ассистентом главного тренера в футбольной команде Университета Западной Виргинии.
9 ноября 2017 года на должность главного тренера клуба «Нью-Инглэнд Революшн» был назначен Брэд Фридель, также одним из его помощников был утверждён Майк Лаппер. После увольнения Фриделя 9 мая 2019 года Лапперу было поручено исполнять обязанности главного тренера. Через некоторое время после назначения главным тренером Брюса Арены Лаппер покинул «Нью-Инглэнд Революшн».